# Lise Bellynck
Pour les articles homonymes, voir Bellynck.
Lise Bellynck, née le 27 février 1976 est une actrice, productrice, réalisatrice, scénariste et monteuse française.

## Biographie
Étudiante à HEC, elle est en même temps élève du cours Florent. Elle collabore aux Cahiers du cinéma au début des années 2000. Après avoir vu Choses secrètes, elle écrit à Jean-Claude Brisseau qui l'engage pour Portraits nus, première version des Anges exterminateurs.
Elle a également obtenu le prix de la Crypte pour son recueil de poèmes Onze gouaches en 2004.

## Filmographie

### Actrice
- 2006 : Les Anges exterminateurs de Jean-Claude Brisseau : Julie (également productrice associée)
- 2009 : À l'aventure de Jean-Claude Brisseau : Sophie
- 2011 : Douce (court métrage) de Sébastien Bailly : Douce
- 2013 : La Fille de nulle part de Jean-Claude Brisseau : Lise Villers
- 2018 : Féminin plurielles de Sébastien Bailly : Douce

### Monteuse
- 2012 : Par les montagnes — court métrage documentaire (également productrice exécutive, co-productrice, co-réalisatrice, co-scénariste)